# Зарин, Сергей Ефимович
Сергей Ефимович Зарин (1868—1942, Ленинград) — российский и советский архитектор и инженер-строитель.

## Биография
Сергей Ефимович Зарин родился в 1868 году в дворянской семье Зариных. Его родители — Ефим Фёдорович (1829—1892) и Екатерина Ивановна (1837—1940) — известные литературные критики, поэты, писатели и переводчики.
Его родные братья — Андрей Ефимович (1862—1929) и Фёдор Ефимович (1870—1941) — также известные поэты, писатели и драматурги.
Проживал вместе с семьёй в Царском Селе, затем с 1898 по 1900 годы в Доходном доме Н. В. Безбородовой, с 1916 по 1917 годы в Доходном доме Г. Г. Цоликофера, а с 1925 по 1942 годы в Доме И. Верта.
На 1912 года — гражданский инженер в Ведомстве учреждений Императрицы Марии.
Скончался в январе 1942 года во время блокады Ленинграда.

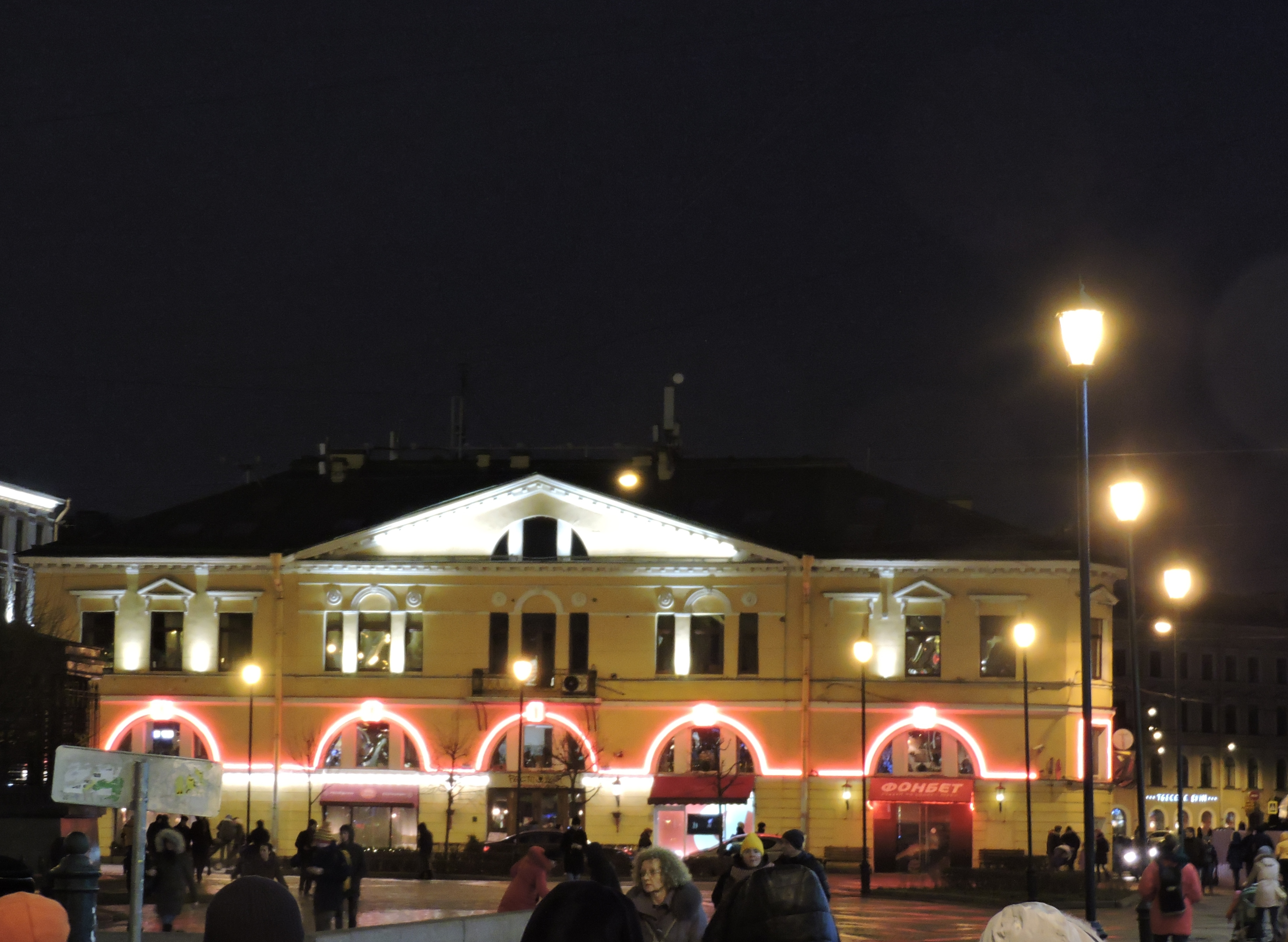
Дом Терешиных

## Архитектурные проекты
- Особняк Х. Берхмана — Доходный дом (Санкт-Петербург, пер. Пирогова, д. 4) — перестройка (1900)[1]
- Дом Чичерина — Дом купцов Елисеевых — Кинотеатр «Баррикада» (Санкт-Петербург, Невский проспект, д. 15 — Набережная Мойки, д. 59) — капитальный ремонт здания со стороны Мойки (1902)  781620564900005
- Дом Терешиных — Дом Денежкина — Магазин «Океан» (Санкт-Петербург, ул. Садовая, д. 39 — Набережная канала Грибоедова, д. 56) — перестройка в неоклассических формах (1910)  7830887000
- Дом И. В. Кошанского — Дом А. М. Сомова (Санкт-Петербург, ул. Большая Конюшенная, д. 15)[2][3] — переделка фасада, повышение верхнего этажа (1912)  781710992790005

## Публикации
- Зарин С. Е. Кирпичное производство: (С приложением хромолитографии проекта). — СПб.: Издательство П. П. Сойкина, 1912. — 36 с.
- Зарин С. Е. Устройство печей: Наглядное руководство кладки печей. — СПб.: Издательство П. П. Сойкина, 1913. — 36 с.